# Kryzys naftowy

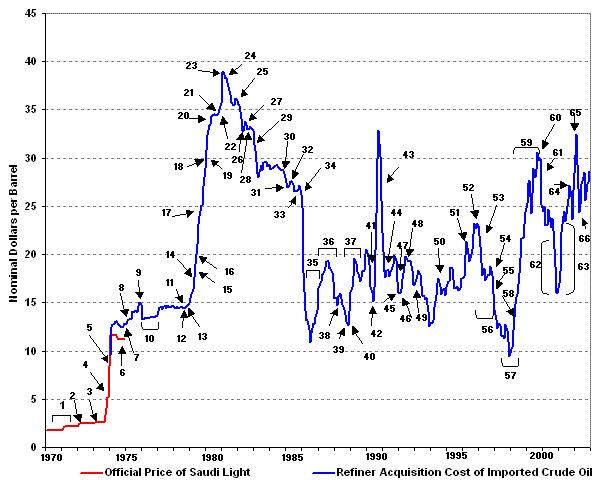
Cena ropy podczas embarga naftowego w 1973 r.

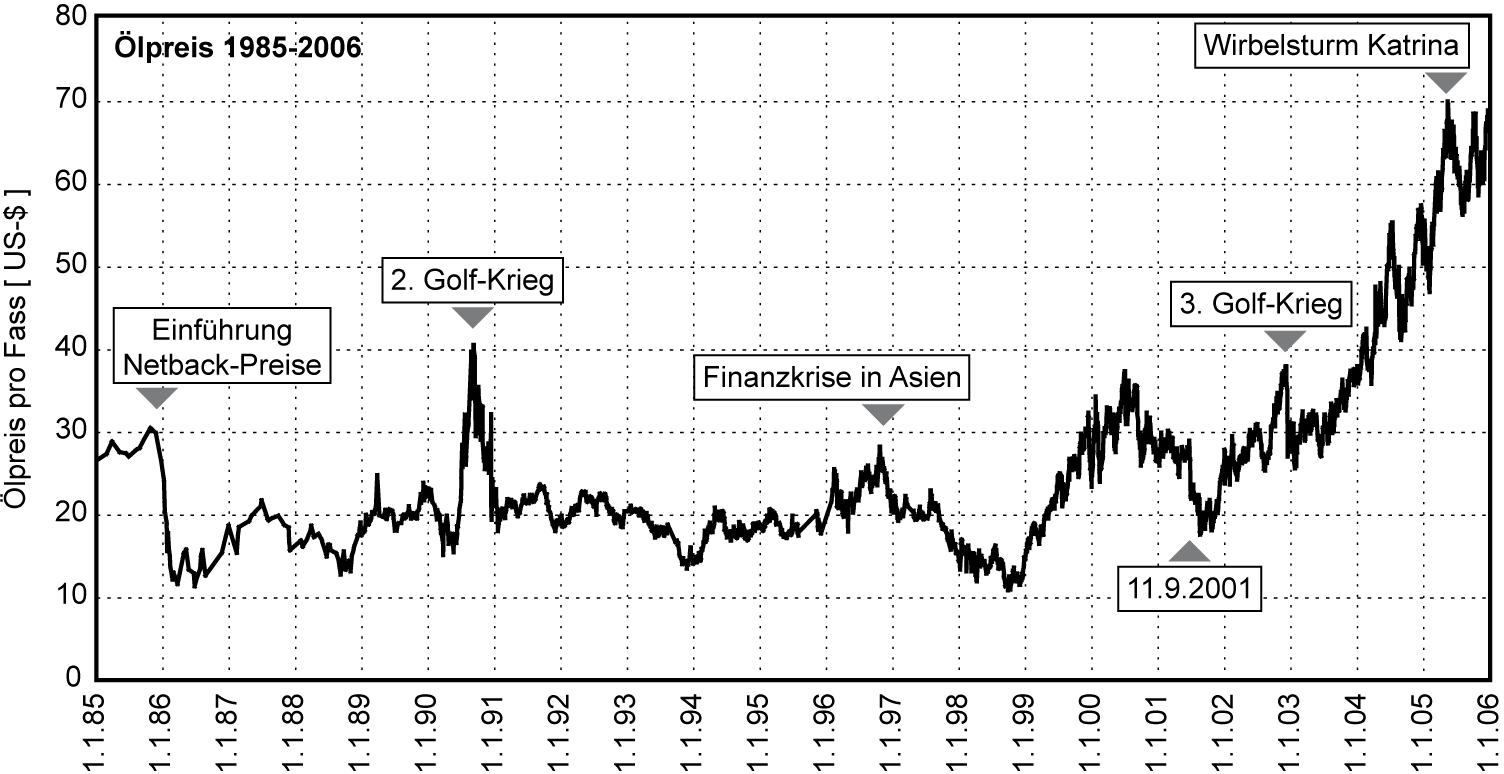
Cena ropy w latach 1985–2005

Ceny ropy w latach 1861–2008

Ceny ropy w latach 1987–2011

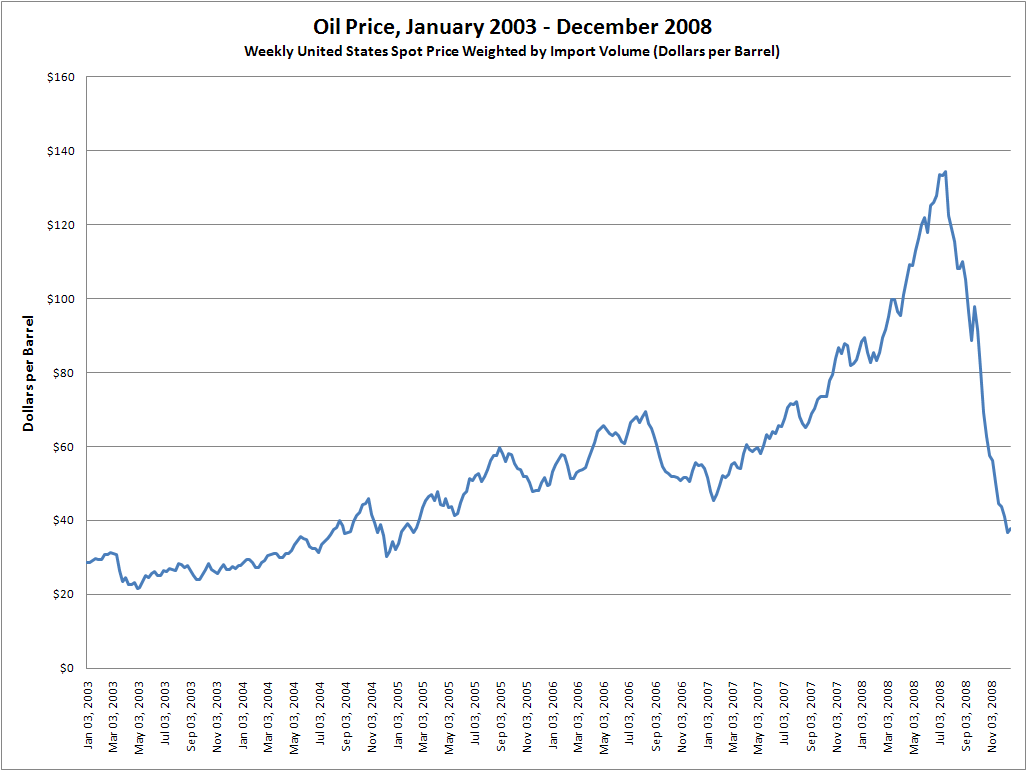
Ceny ropy w latach 2003–2008

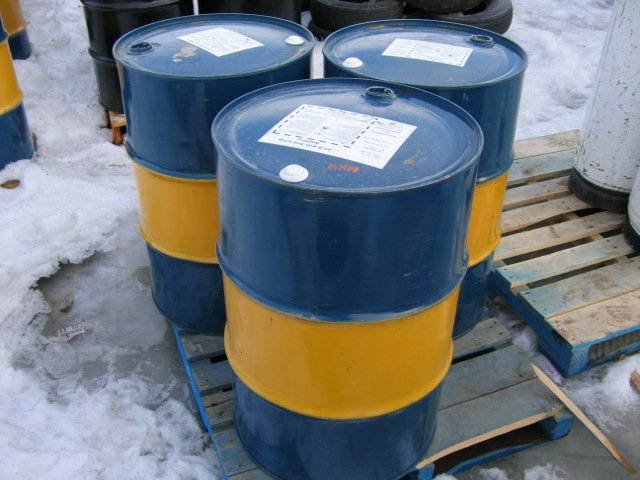
Beczki wielkości 1 baryłki (159 litrów)

Kryzys naftowy, określany też mianem kryzysu paliwowego, energetycznego lub szoku naftowego – kryzys gospodarczy w historii gospodarki, który rozpoczął się w roku 1973 i objął wszystkie kraje wysoko uprzemysłowione i uzależnione od ropy naftowej i wszystkie dziedziny gospodarki światowej.

## Historia
Kryzys został spowodowany przez gwałtowny wzrost cen ropy naftowej na rynkach światowych, wynikający z embarga (sankcji) państw zrzeszonych w OAPEC zastosowanych wobec Stanów Zjednoczonych po wybuchu wojny izraelsko-arabskiej w październiku 1973 roku.
W latach poprzedzających wojnę arabsko-izraelską, która wybuchła w święto Jom Kipur w październiku 1973 roku, produkcja ropy naftowej ledwo pokrywała zapotrzebowanie. Dodatkowo niezwykle chłodna zima 1969/70 spowodowała wyczerpanie się lokalnych zapasów ropy naftowej i gazu ziemnego. Ta niepewna sytuacja osiągnęła stadium kryzysu, gdy Arabowie odcięli dostawy ropy naftowej i cena baryłki skoczyła o 600 procent do 35 USD.
17 października 1973 roku, w czasie trwania wojny Jom Kipur, arabscy członkowie OPEC zadecydowali wstrzymać handel ropą naftową z krajami popierającymi Izrael w wojnie z Egiptem – tzn. USA i krajami Europy Zachodniej. Jednocześnie uzgodniono nowy mechanizm ustalania cen za ropę naftową w celu uzyskania większego zysku. Zmiany uderzyły w kraje uzależnione od dostaw ropy arabskiej - USA, Japonię oraz państwa Europy Zachodniej i jednocześnie zakończyły okres beztroskiej konsumpcji kupowanego za grosze strategicznego surowca jakim jest ropa naftowa.
Nagły skok cen paliw ze względu na gwałtowne obniżenie wydobycia i eksportu do krajów rozwiniętych przyczynił się do pogłębienia kryzysu. Cena baryłki osiągnęła rekordowy wówczas pułap. W 1970 wynosiła ok. 2 USD za baryłkę.
Szok wywołany nagłym wzrostem cen skłonił rządzących w wielu krajach do daleko idących zmian w polityce energetycznej. 

## Następne kryzysy
W latach 1979–1982 miał miejsce drugi kryzys naftowy. Był on skutkiem rewolucji irańskiej. Cena ropy wzrosła wówczas do 30 USD za baryłkę w 1980 roku. W późniejszych latach zależność krajów zachodu od dostaw ropy z OPEC zaczęła maleć, głównie dzięki rozpoczęciu eksploatacji bogatych złóż z dna Morza Północnego i na Alasce.
OPEC nie był w stanie już narzucać światowych cen ropy. Pierwszy kryzys naftowy ukazał uzależnienie Zachodu od ropy oraz słabość gospodarczą państw wysoko rozwiniętych związaną z brakami paliwowo-energetycznymi. Skutkiem podniesienia cen ropy było znaczne wzbogacenie się krajów członkowskich OPEC.
Bezpośrednią konsekwencją kryzysów naftowych był kryzys światowego systemu walutowego oraz kryzys gospodarczy połączony z recesją oraz inflacją. Kryzys naftowy zdopingował do poszukiwań nowych złóż i rozpoczęcia ich eksploatacji. Doprowadził również do szukania i wykorzystania innych alternatywnych źródeł energii (np. energii jądrowej) oraz pochodzących ze źródeł niekonwencjonalnych.
W 1990 w trakcie wojny w Zatoce Perskiej cena ropy podskoczyła do 45 USD za baryłkę. W 1998-1999 ceny ropy spadły do kilkunastu dolarów za baryłkę. Od tego czasu cena ropy wzrasta. W październiku 2004 cena przekroczyła 50 dolarów za baryłkę. 29 sierpnia 2005 roku, huragan Katrina spowodował, że cena ropy osiągnęła rekordową wartość 70,85 dolara za baryłkę. W lipcu 2006 cena osiągnęła kolejne rekordowe poziomy ponad 75 USD za baryłkę, by 2 stycznia 2008 na giełdzie towarowej NYMEX w Nowym Jorku osiągnąć poziom 100 dolarów za baryłkę. Historyczne maksimum cena ropy osiągnęła 11 lipca 2008 roku, kiedy to za baryłkę surowca płacono nawet 147,16 dolara.